# (2154) Underhill
(2154) Underhill es un asteroide que forma parte del cinturón de asteroides y fue descubierto el 24 de septiembre de 1960 por Ingrid van Houten-Groeneveld, Cornelis Johannes van Houten y Tom Gehrels desde el observatorio del Monte Palomar, Estados Unidos.

## Designación y nombre
Underhill recibió inicialmente la designación de 2015 P-L.
Posteriormente se nombró en honor de la astrofísica estadounidense Anne Barbara Underhill (1920-2003).

## Características orbitales
Underhill está situado a una distancia media de 2,637 ua del Sol, pudiendo alejarse hasta 2,961 ua y acercarse hasta 2,312 ua. Tiene una inclinación orbital de 7,746° y una excentricidad de 0,1231. Emplea en completar una órbita alrededor del Sol 1564 días.